# Cantonul Rodez-Ouest
Cantonul Rodez-Ouest este un canton din arondismentul Rodez, departamentul Aveyron, regiunea Midi-Pyrénées, Franța.

## Comune
- Druelle
- Luc-la-Primaube
- Olemps
- Rodez (parțial, reședință)